# Río Maldito
Río Maldito ist ein im deutschen Sprachraum bislang nicht gezeigter Italowestern spanischer Produktion aus dem Jahr 1965. Das Drehbuch entstand nach der Erzählung „Big Duke in St. Trinity“ von Peter Kenn.

## Handlung
In einem Westernstädtchen führt eine geheimnisvolle Gang Überfälle und Raubzüge durch, die Unschuldigen angelastet werden, die man dann hängt. Nachdem Dan nicht nur eine dieser Exekutionen hat mitansehen müssen, sondern dadurch auch zum Waisen geworden ist, nimmt er das Angebot eines herumreisenden Scharlatans, der sich als Zahnarzt ausgibt, an und wird dessen Assistent. Etliche Jahre später kehrt er in seine Heimatstadt zurück und findet wenig verändert vor: immer noch werden Pelztransporte gestohlen und brave Jäger überfallen. Den Tod seines Vaters rächend, kann Dan zwar Murdock und Gorman, zwei Bandenmitglieder, identifizieren und töten, jedoch nicht den Spion entdecken, der mittels Brieftauben die Verbrecher über abgehende Pelztransporte informiert. Als er jedoch beim nächsten Transport eine Verzögerung verursachen kann, kommen die Planungen der Bande durcheinander; der angesehene Bürger Torrence entpuppt sich als Drahtzieher der Gangster, die ausgeschaltet werden können.

## Kritik
Ulrich Bruckner bezeichnet das Werk als den schlechtesten Western des Regisseurs.